# Bernard Panafieu
Bernard Louis Auguste Paul Panafieu (ur. 26 stycznia 1931 w Châtellerault, diecezja Poitiers, zm. 12 listopada 2017 w Venasque) – francuski duchowny katolicki, arcybiskup Marsylii, kardynał.

## Życiorys
Syn dyrektora banku André i Madeleine z domu Doussière, kształcił się w seminariach w Albi i Issy-les-Moulineaux. 22 kwietnia 1956 przyjął święcenia kapłańskie i został inkardynowany do archidiecezji Albi. Pełnił funkcje duszpasterskie (m.in. w duszpasterstwie studentów) oraz kurialne.
18 kwietnia 1974 został mianowany biskupem pomocniczym Annecy, ze stolicą tytularną Thibilis; przyjął sakrę biskupią 9 czerwca 1974 w Albi z rąk tamtejszego arcybiskupa Claude Marie Dupuya. W listopadzie 1978 został promowany na arcybiskupa Aix. Od sierpnia 1994 był koadiutorem arcybiskupa Marsylii kardynała Coffy’ego (z prawem następstwa) i objął rządy w archidiecezji - bezpośrednio podlegającej wówczas Stolicy Apostolskiej - po rezygnacji Coffy’ego 22 kwietnia 1995. Po przekształceniach administracyjnych od grudnia 2002 był arcybiskupem metropolitą Marsylii (nastąpiło wyłączenie bezpośredniej podległości arcybiskupstwa Watykanowi).
21 października 2003 Jan Paweł II wyniósł go do godności kardynalskiej, nadając kościół tytularny S. Gregorio Barbarigo alle Tre Fontane. Kardynał Panafieu brał udział w konklawe w kwietniu 2005 po śmierci Jana Pawła II. W maju 2006 papież Benedykt XVI przyjął jego rezygnację z funkcji arcybiskupa Marsylii, złożoną w związku z osiągnięciem wieku emerytalnego (75 lat).
26 stycznia 2011 z powodu ukończenia osiemdziesiątego roku życia stracił prawo uczestnictwa jako elektor w przyszłych konklawe.